# Сагайдачного, 31
Житловий будинок із торговими приміщеннями — кам'яниця 1816 року, розташована на вулиці Петра Сагайдачного, 31, що на Подолі у Києві.
Наказом Міністерства культури і туризму України № 706/0/16-10 від 15 вересня 2010 року поставлений на облік пам'яток архітектури місцевого значення (охоронний номер 631-Кв).
Будівля — зразок історичної забудови Подолу початку XIX сторіччя.

## Історія кам'яниці

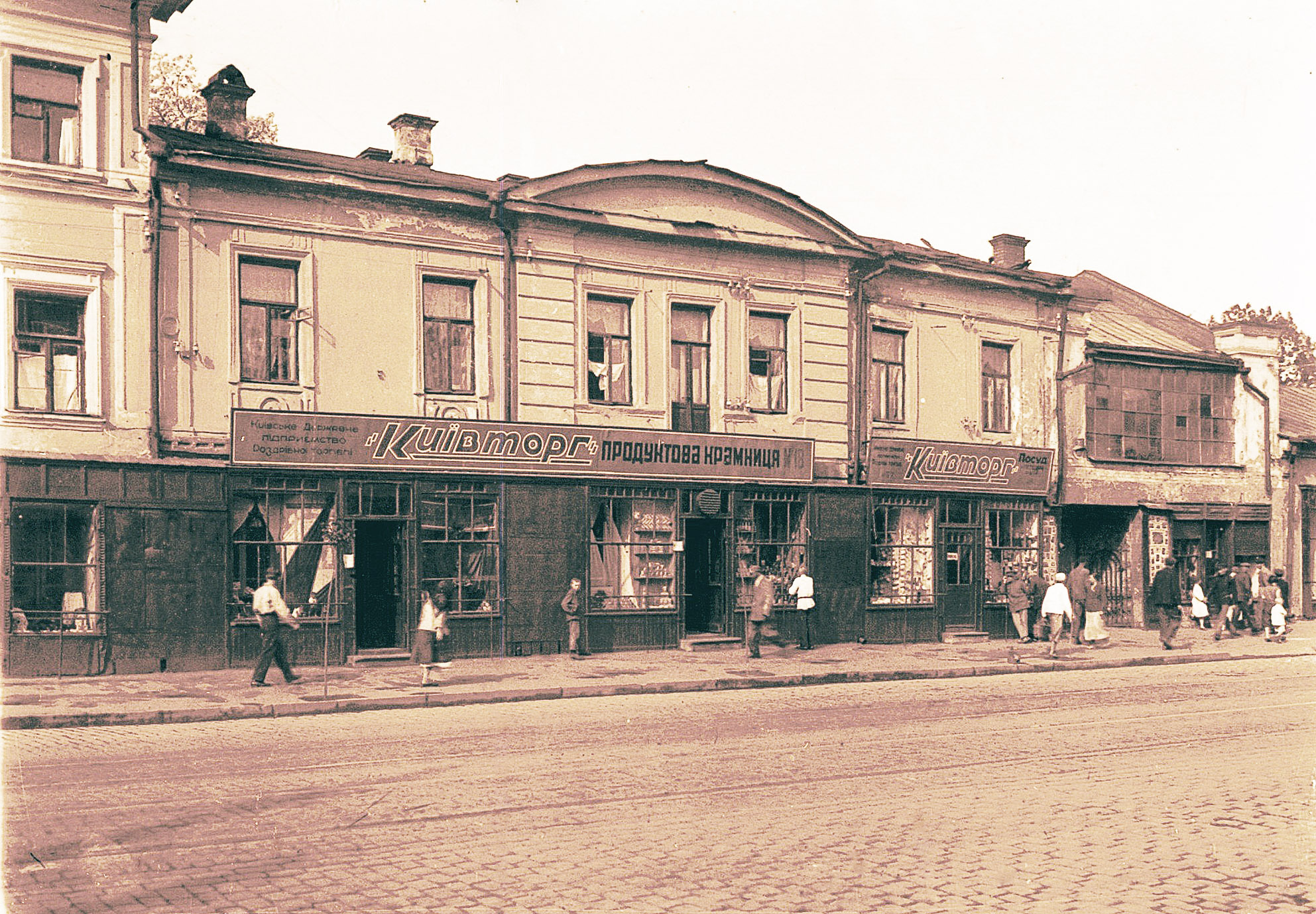
Кам'яниця на фото 1934 року

Ділянка виникла після великої подільської пожежі 1811 року. У 1816 році на ній зведена кам'яниця.
1850 року споруда перебудована. Приміщення першого поверху віддали під крамниці. На другому поверсі розміщувались житлові квартири.
1922 року радянська влада націоналізувала будівлю.
Приміщення займала продуктова крамниця «Київторгу» і магазин посуду. Згодом до кам'яниці, на місці знесеної поруч занедбаної споруди, добудували праве крило.
На початку XXI сторіччя приміщення займали заклади громадського харчування.

## Пожежі 2019 і 2020

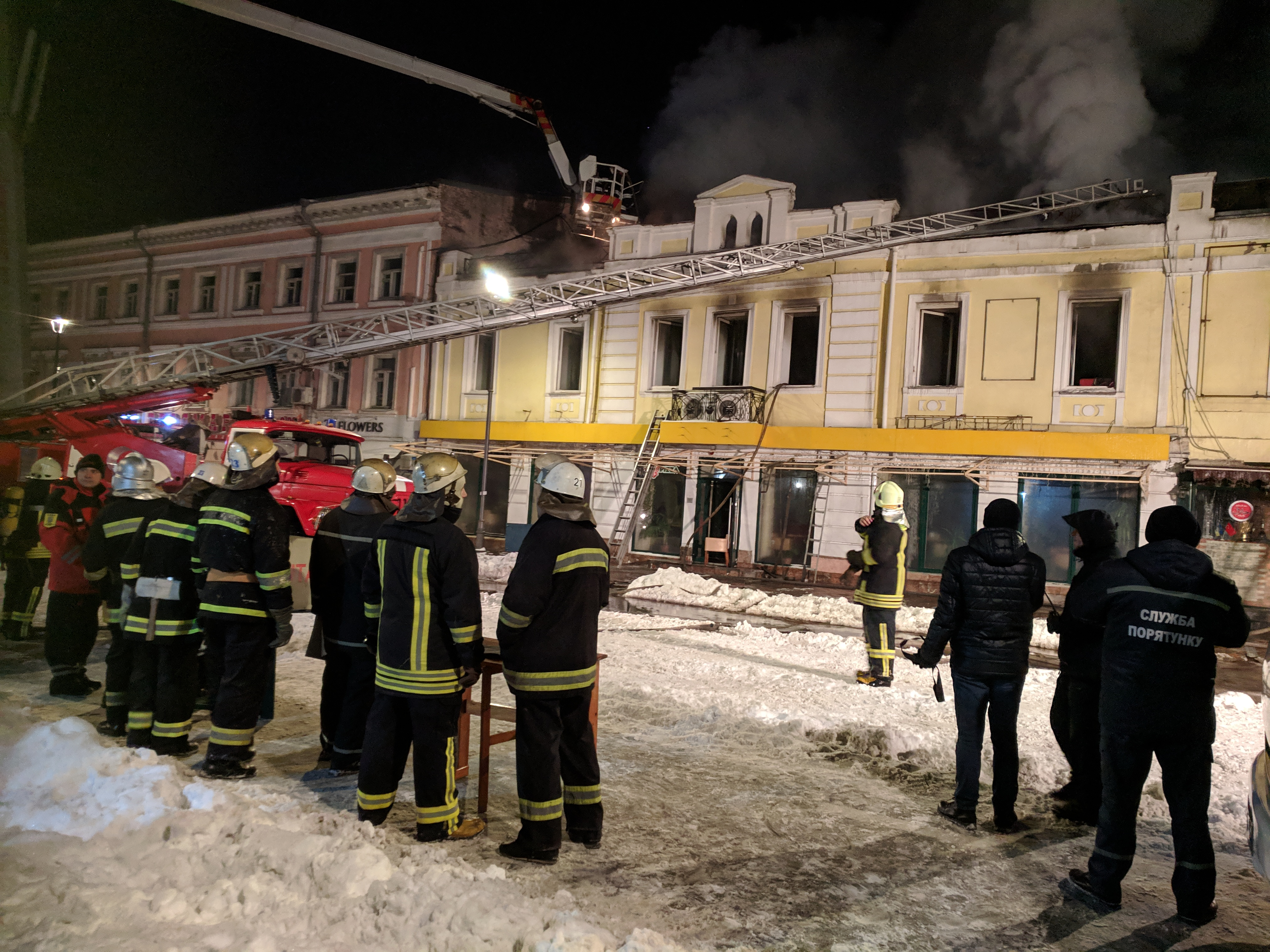
Пожежа 24 січня 2019

24 січня 2019 року загорівся другий поверх будинку, де розташовувався турецький ресторан «Tike». У тому ж будинку на першому поверсі розміщена піцерія «Solo Pizza». 
За повідомленням працівників ресторану спочатку зайнялася проводка. А згодом пожежею охопило площу близько 100 квадратних метрів. Вогонь знищив дах.
У приміщенні було 6 газових балонів, які пожежники змогли вчасно вилучити. Повідомлення про пожежу надійшло о 21:35. О 23:16 пожежу локалізували, а о 00:07 — ліквідували. У гасінні взяло участь 15 одиниць пожежно-рятувальної техніки та 53 вогнеборці. 
29 квітня 2020 року в будинку вдруге спалахнула пожежа. Цього разу загорілась електрична плита на кухні. Вогонь швидко поширювався по пустотах дерев’яного перекриття між першим і другим поверхами у бік сусідніх крамниць. Вогнеборці гасили пожежу з 18:59 до 03:32. 

## Архітектура

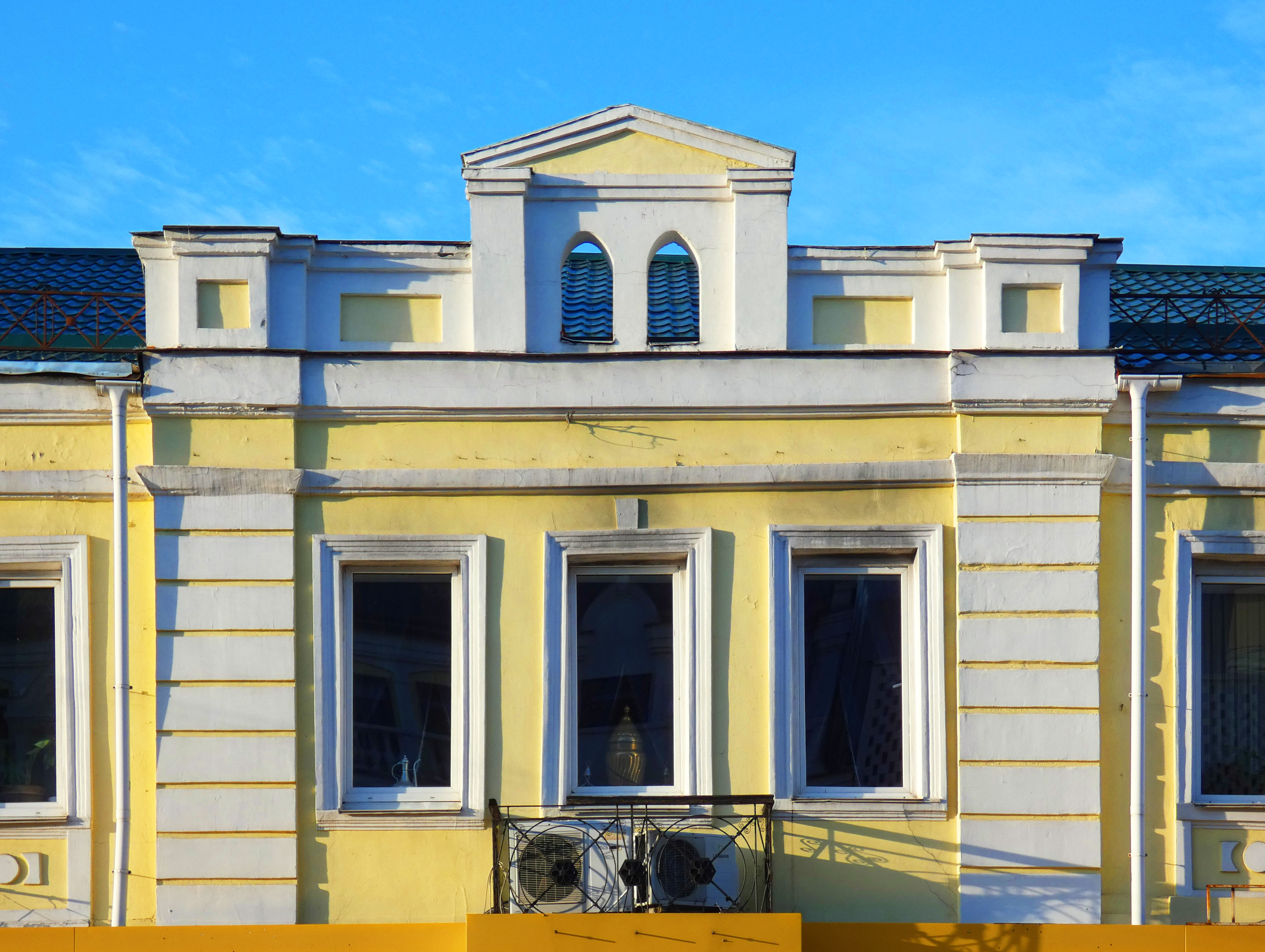
Розкріповка з пілястрами й аттиком — акцент будівлі

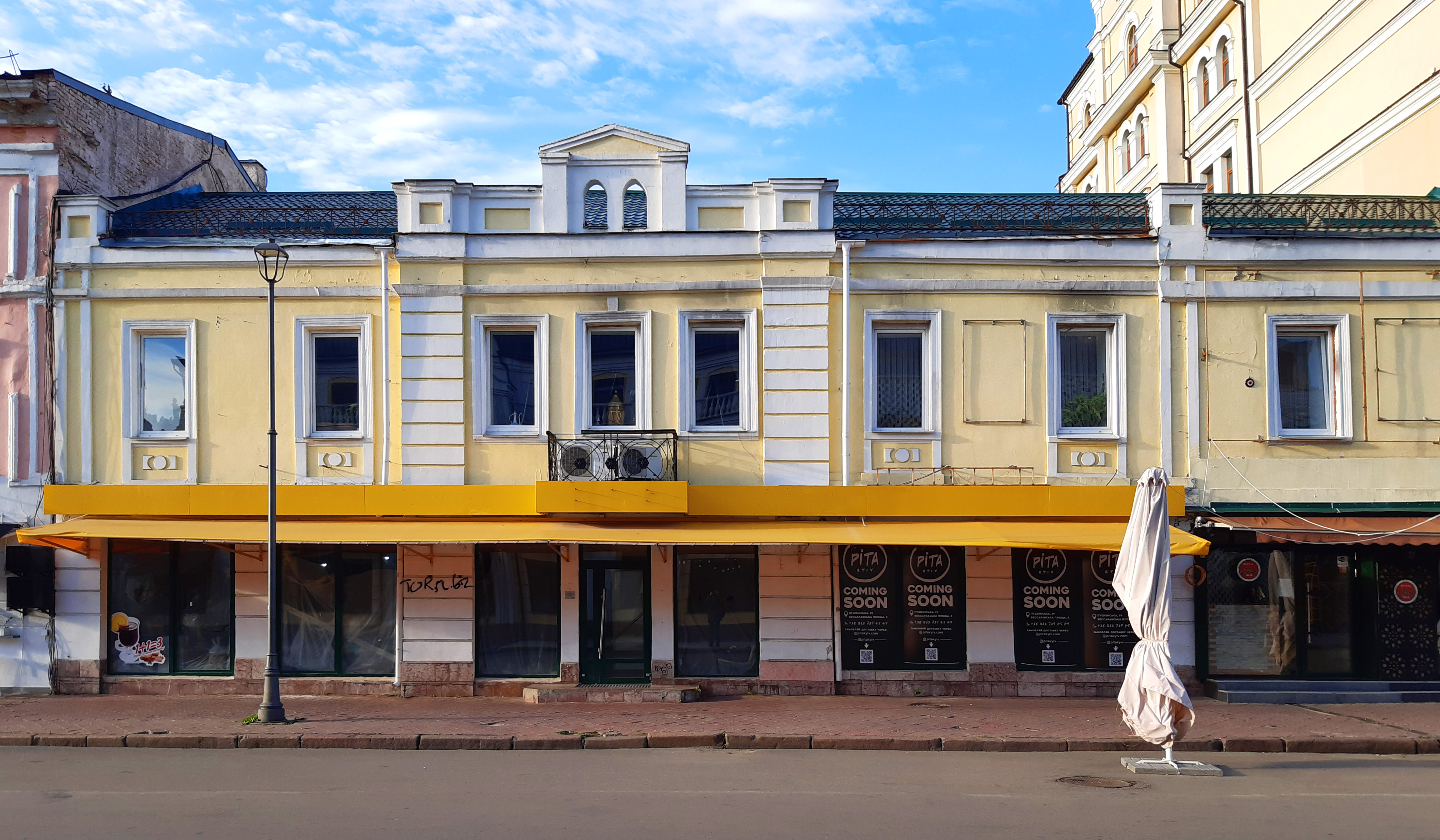
Чоловий фасад кам'яниці

Двоповерхова будівля зведена на червоній лінії вулиці. Має прямокутну у плані форму.
Вирішена у формі класицизму. Кам'яницю пофарбовано в характерний для цього стилю світло-жовтий колір. Деякі елементи, зокрема аттик і пілястри, виділили білим.
Чоловий фасад початково був тридільний, по вертикалі розділений пілястрами. Акцентом будинку виступає розкріповка, яку фланкують рустовані пілястри й увінчує декоративний аттик.
Горизонтальне членування підкреслено міжповерховою тягою.
Вітринні на першому поверсі й віконні прорізи на другому прямокутні.
Первісно на другому поверсі був балкон, який згодом демонтували.